# Európa-nap
Az Európa-nap az „Európa békéjét és egységét” ünneplő nap, amelyet az Európa Tanács május 5-én, az Európai Unió pedig május 9-én ünnepel.
Az Európa-napot először az Európa Tanács ismerte el 1964-ben. Az Európai Unió később, az 1950-es Schuman-nyilatkozatra emlékezve kezdte el ünnepelni az Európa-napot, amit néha Schuman-napként vagy az Egyesült Európa napjaként emlegetnek. Mindkét napot az európai zászló kitűzésével ünneplik. Különböző online és helyszíni tevékenységek sokaságával ünneplik az EU tagállamaiban, valamint az uniós intézmények székhelyén, Brüsszelben, Luxemburgban és Strasbourgban.

## Története
Az Európa Tanácsot 1949. május 5-én alapították, ezért 1964-ben ez a napot a tanács ünnepnapnak nevezte ki.
Az EU Európa-napját 1985-ben vezették be az Európai Közösségek (ez az Európai Unió jogelőd szervezete).  A dátum a Robert Schuman által előterjesztett, 1950. május 9-i Schuman-nyilatkozathoz kapcsolódik — ez a nyilatkozat az, amelyet az  Európai Unió kialakulásához vezető út kezdetének tekintünk.

## Fordítás
- Ez a szócikk részben vagy egészben  az   Europe Day című angol Wikipédia-szócikk ezen változatának fordításán alapul.  Az eredeti cikk szerkesztőit annak laptörténete sorolja fel. Ez a jelzés csupán a megfogalmazás eredetét és a szerzői jogokat jelzi, nem szolgál a cikkben szereplő információk forrásmegjelöléseként.